# Megastigmus sabinae
Megastigmus sabinae är en stekelart som beskrevs av Xu och He 1989. Megastigmus sabinae ingår i släktet Megastigmus och familjen gallglanssteklar. Inga underarter finns listade i Catalogue of Life.